# 星毛柯
星毛柯（学名：Lithocarpus petelotii）是壳斗科柯属的植物。分布于越南以及中国大陆的贵州、广西、湖南、云南等地，生长于海拔1,000米至1,800米的地区，见于山地杂木林中，目前尚未由人工引种栽培。

## 别名
星毛石栎